# France Télévisions
France Télévisions es la empresa de televisión pública de Francia. Se trata de una sociedad nacional formada por la integración en 1992 de dos canales de televisión: France 2 (antes conocida como Antenne 2) y France 3 (antigua FR3), a la que más tarde fueron integrados el resto de canales públicos. Desde 2010 es una sociedad anónima en la que el estado mantiene el 100% de las acciones.
Actualmente, la radiodifusora gestiona cuatro canales de televisión generalistas (France 2, France 3, France 4 y France 5) y el canal de información continua France Info; una red de radio y televisión para la Francia de ultramar (Réseau Outre-Mer), varios portales web con servicios multimedia, productoras de cine y filiales en el sector audiovisual. A nivel internacional es accionista de referencia en el canal informativo France 24, en la señal cultural francoalemana Arte y en la televisión francófona TV5 Monde. Además, fue uno de los fundadores del canal Euronews.
El servicio público audiovisual francés (compuesto por France Télévisions, Radio France, France Médias Monde, Institut national de l'audiovisuel) forma parte de la Unión Europea de Radiodifusión desde su creación en 1950.

## Historia

### Antecedentes

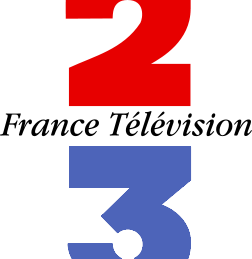
Logo de France Télévision, la marca que agrupó los canales públicos en 1992.

Francia ha contado con diferentes organizaciones de radiodifusión pública a lo largo de su historia. En sus primeros años, los medios públicos franceses estaban agrupados en la empresa «Radiodiffusion Nationale» (RN, 1939-1945), luego «Radiodiffusion Française» (RDF, 1945-1949), más tarde «Radiodiffusion Télévision Française» (RTF, 1949-1964), posteriormente «Office de Radiodiffusion Télévision Française» (ORTF, 1964-1975).
En un esfuerzo por desarrollar los medios de comunicación nacionales, el gobierno francés eliminó la ORTF en 1975 y la reemplazó por sociedades nacionales: Radio France (radio), Société française de production (productora audiovisual), TéléDiffusion de France (teledifusión), Institut national de l'audiovisuel (archivos audiovisuales) y tres canales de televisión independientes que competían entre sí: TF1, Antenne 2 (A2) y France Régions 3 (FR3), este último con desconexiones regionales. El modelo se mantuvo hasta 1987, cuando se aprobó la privatización de TF1 —entonces el segundo canal en audiencias— con ánimo de estimular la televisión comercial. En menos de dos años TF1 modernizó su programación, arrebató el liderato a A2 y dejó a los canales públicos en situación de desventaja.
En 1989, Jack Lang, ministro de Cultura en el gobierno de Michel Rocard, propuso dotar a la televisión pública (A2 y FR3) de una dirección común para hacer frente al nuevo modelo, evitar una mayor perdida de espectadores y reforzar el papel de los medios públicos. Además se crearía el Consejo Superior Audiovisual (CSA) que, entre otras funciones, nombraría al director común con un mandato limitado a tres años. El ejecutivo aceptó la propuesta y el 10 de agosto de 1989 se nombró a Philippe Guilhaume como primer director común de A2 y FR3. Sin embargo, su mandato solo duró un año y en 1990 fue reemplazado por el periodista Hervé Bourges.
Antenne 2 y FR3 mantuvieron sus nombres comerciales hasta el 7 de septiembre de 1992, pasando a llamarse «France 2» y «France 3» respectivamente. Ambos canales fueron reagrupados bajo la marca «France Télévision», si bien se había mantenido la separación jurídica de los canales, ambos con sus propias plantillas y redacciones. En la práctica, la dirección común ya estaba implementando la sinergía entre canales a través de programaciones complementarias y de la colaboración en retransmisiones, como por ejemplo el Tour de Francia.
De forma paralela, el gobierno de Édouard Balladur aprobó en 1994 la creación de una nueva televisión pública cultural, La Cinquième, que era independiente de France Télévision y compartía franja horaria con el canal Arte.

### Creación de France Télévisions

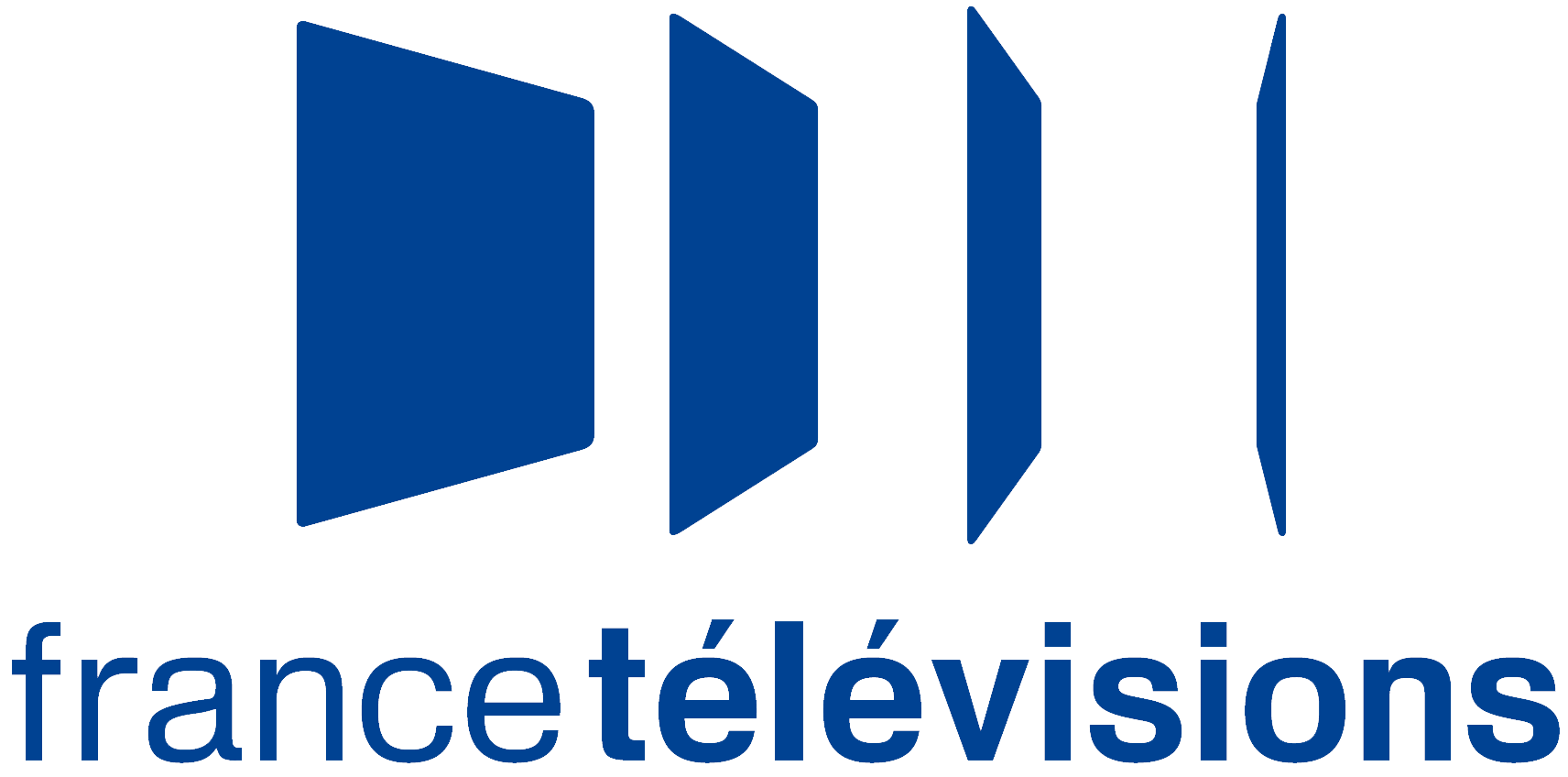
Primer logotipo de France Télévisions con la imagen corporativa implementada en 2002.

El gobierno francés no impulsó la reforma de la televisión pública hasta 1998. Catherine Trautmann, ministra de Cultura en el gabinete de Lionel Jospin, presentó un proyecto de ley que proponía reagrupar en un conglomerado a las cinco sociedades existentes: France 2, France 3, La Cinquième, Arte France y RFO (servicio de Francia de ultramar).
La empresa pública resultante, «France Télévisions», comenzó a funcionar el 1 de agosto de 2000, en principio sólo compuesta por France 2, France 3 y La Cinquième. Entre otros cambios, el Consejo Superior Audiovisual (CSA) nombraba al presidente/director general con un mandato de cinco años, frente a los tres del modelo anterior. El primer presidente, Marc Tessier, impulsó una mayor colaboración entre canales e introdujo una nueva imagen corporativa común a partir del 7 de enero de 2002. Ese mismo día, La Cinquième pasó a llamarse France 5.
El gobierno galo llevó a cabo la integración en France Télévisions del servicio público de Francia de ultramar, Réseau France Outre-mer (RFO), a finales de 2004.
Por otra parte, el 31 de marzo de 2005 comenzaron las emisiones en televisión digital terrestre de France 4, canal generalista dedicado al público joven.
Aunque France Télévisions daba beneficios y se había mejorado la sinergía entre canales, aún arrastraba problemas de gestión como la pérdida de espectadores, la crisis económica de RFO, la llegada de la televisión digital terrestre y los costes laborales, por los que dirección y sindicatos estaban enfrentados. El nuevo presidente de la empresa para el periodo 2005-2010, Patrick de Carolis, tuvo que asumir la creación del canal informativo France 24 —en colaboración con Groupe TF1— y propuso la transformación del conglomerado en un gran grupo audiovisual a través de las siguientes medidas:
- La creación de un estatuto único para las cadenas de France Télévisions (France 2, France 3, France 4, France 5 y RFO).
- La mutualización de los medios técnicos de producción de información, sin fusión ni eliminación de delegaciones.
- La creación de una dirección común en FT para programación juvenil, adquisición de activos y estudios.
- La reordenación de las direcciones financieras, recursos humanos, servicios técnicos e informática.

Los cambios se profundizaron durante la presidencia de Nicolas Sarkozy, quien propuso dos nuevas medidas. Por un lado, estableció que el director de France Télévisions debía ser nombrado por el presidente francés en lugar de por el CSA. Y por otro lado, anunció la eliminación gradual de la publicidad en la televisión pública a partir del 1 de enero de 2009. Para compensarlo, se establecería un impuesto del 0,9% sobre la facturación de los operadores de telefonía y del 3% sobre los ingresos publicitarios de las cadenas privadas. Tanto la dirección de FT como los sindicatos rechazaron ambas medidas, pues consideraban que el impuesto no beneficia al ente público porque es el estado quien lo recauda y fija las aportaciones. A pesar de que tampoco tuvo el apoyo de los partidos de la oposición, los cambios propuestos por Sarkozy fueron aprobados por el Senado de Francia en 2009. En los siguientes años, la eliminación publicitaria fue parcial y se limitó al prime time.
Desde el 4 de enero de 2010, France Télévisions dejó de ser un conglomerado de sociedades y se transformó en una sociedad anónima unificada, de la que el Estado posee el 100% de las acciones. Los servicios informativos de France 2 y France 3 también quedaron unificados bajo una dirección común.

### Situación actual
El 23 de agosto de 2010, Patrick de Carolis cedió la presidencia de France Télévisions a Rémy Pflimlin, exdirector de France 3 en los años 1990 y el primer presidente nombrado directamente por el jefe de Estado. Durante su mandato, Pflimlin prometió dotar de una identidad definida a todos los canales; France 2 se mantenía como señal central y asumía la retransmisión de grandes acontecimientos, mientras que France 3 renovó su parrilla con entretenimiento para frenar la pérdida de espectadores. En cuanto a las desconexiones regionales, la tercera cadena tuvo que adaptarse a la reforma administrativa regional de 2014.
Con la victoria de François Hollande en las elecciones presidenciales de 2012, el nuevo presidente prometió que el director de France Télévisions volvería a ser elegido por el Consejo Superior Audiovisual para garantizar la independencia editorial. Pflimlin completó su mandato de cinco años y en 2015 el organismo eligió como nuevo presidente a Delphine Ernotte, quien asumió la unificación del resto de redacciones de France 2 y France 3.
El 1 de septiembre de 2016, France Télévisions puso en marcha el canal informativo France Info en colaboración con Radio France, France Médias Monde e INA. Dicho servicio será independiente de France 24. Después de renovar su imagen corporativa en 2018, el grupo había planteado una reestructuración mediante el cierre de los dos canales con menos audiencia: France Ô en septiembre de 2020, y France 4 en agosto de 2021. Aunque France Ô cesó sus emisiones en la fecha prevista, la pandemia de COVID-19 llevó al gobierno francés a reconsiderar su decisión sobre France 4 y mantenerlo como canal infantil y educativo.

## Servicios

### Nacional
France Télévisions gestiona cinco canales generalistas con cobertura en la Francia metropolitana y en los departamentos de Francia en ultramar. Todos disponen de versión en alta definición y pueden sintonizarse en señal abierta (televisión digital terrestre), cable, satélite e internet, tanto en directo como en servicios de vídeo bajo demanda.
| Logo        | Programación |
| ----------- | --- |
| France 2    | France 2: Es el principal canal generalista de France Télévisions, dirigido a todo tipo de público. Su programación contiene ficción francesa, series importadas, programas de entretenimiento de producción propia e informativos. Además retransmite en directo grandes acontecimientos como el Torneo de las Seis Naciones o el Festival de Eurovisión. Comenzó a emitir el 21 de diciembre de 1964, y desde la privatización de TF1 en 1987 es la señal pública de referencia. |
| France 3    | France 3: Canal generalista con desconexiones regionales. Tradicionalmente, su programación ha estado dirigida a un público de mayor edad que el de France 2, con programas de entretenimiento (algunos tan veteranos como el concurso Cifras y letras), ficción y actualidad. En desconexión local ofrece 24 boletines informativos regionales, 44 locales y 6 en lenguas locales. Se puso en marcha el 31 de diciembre de 1972.                                                  |
| France 4    | France 4: Canal generalista para la infancia y la juventud. Empezó a emitir el 31 de marzo de 2005 como canal exclusivo de la televisión digital terrestre. Desde septiembre de 2021 su programación se divide en dos bloques: por las mañanas y tardes emite programación infantil y juvenil bajo la marca «Okoo», y por las noches ofrece espectáculos y arte bajo la marca «Culturebox».                                                                                        |
| France 5    | France 5: Canal generalista dedicado a la cultura, la divulgación y el conocimiento. Fue creado el 13 de diciembre de 1994 como La Cinquième y en sus primeros años se trataba de una empresa pública independiente que compartía su frecuencia analógica con el canal europeo Arte. Desde el 1 de agosto del 2000 forma parte de France Télévisions. |
| France Info | France Info: Canal de información continua coproducido con Radio France, France Médias Monde y el INA. |

#### Canales extintos
| Logo     | Programación |
| -------- | --- |
| France Ô | France Ô: Canal que ofrecía los mejores programas de los departamentos de ultramar para los espectadores de la Francia metropolitana. Se puso en marcha el 25 de febrero de 2005, con señal restringida a Isla de Francia, y desde el 14 de julio de 2010 era un canal de cobertura nacional. Su carácter multicultural le permitía ofrecer series y cine de otros continentes como África, Asia y Sudamérica. Dada su baja audiencia, y para intentar lograr un equilibrio financiero en el grupo France Télévisions, el canal cesó sus emisiones el 1 se septiembre de 2020. |

### Francia de Ultramar
La red para los departamentos de Francia en ultramar se llama Réseau Outre-Mer première, gestionada por la televisión pública francesa desde 2004. Consta de dos señales nacionales (Radio Outre-mer y France Ô) y nueve grupos regionales.
| Logo    | Programación |
| ------- | --- |
| Radio Ô | Radio Outre-mer: Emisora en línea con música, informativos y programas de los departamentos de ultramar. Desde el 21 de junio de 2008. |
| 1ere    | Réseau Outre-Mer 1re: Cada territorio cuenta con un canal de radio y un canal de televisión que comparten marca común: «Nombre del territorio» y 1re - Guadeloupe 1re: Guadalupe, San Bartolomé y San Martín. - Guyane 1re: Guayana Francesa. - Martinique 1re: Martinica. - Mayotte 1re: Mayotte. - Nouvelle-Calédonie 1re: Nueva Caledonia. - Polynésie 1re: Polinesia Francesa. - Réunion 1re: Reunión. - Saint-Pierre et Miquelon 1re: San Pedro y Miquelón. - Wallis et Futuna 1re: Wallis y Futuna. |

### Internacional
A nivel internacional, France Télévisions participa en los siguientes proyectos:
| Logo      | Programación |
| --------- | --- |
| France 24 | France 24: Canal internacional de información con cuatro versiones independientes en francés, inglés, árabe y español. Su propósito es «cubrir eventos de actualidad internacional desde una perspectiva francesa y transmitir los valores de la República Francesa en todo el mundo». La sociedad está controlada al 100% por el grupo France Médias Monde, del cual forman parte France Télévisions, Radio Francia Internacional y Monte Carlo Doualiya.                |
| Euronews  | Euronews: Servicio internacional de información de ámbito europeo, con sede en Lyon (Francia), disponible en 13 idiomas. Su objetivo es competir con otros grupos de noticias continuas (principalmente, CNN) a través de «información justa, veraz e independiente para que el espectador pueda crear su propia opinión». France Télévisions fue una de las radiodifusoras fundadoras en 1992 y ahora mantiene una participación minoritaria a través del grupo SECEMIE. |
| Arte      | Arte: Canal de televisión cultural franco-alemán, de vocación europea, cuya misión es «el acercamiento de los pueblos de Europa a través de programas de índole cultural e internacional». Los encargados de suministrar la programación son Arte France (grupo del que France Télévisions es máximo accionista) y Arte Deutschland (ARD y ZDF). |
| TV5 Monde | TV5 Monde: Canal internacional de la francofonía, disponible en cable y satélite a nivel mundial. En esta sociedad colaboran varias radiodifusoras en idioma francés como France Télévisions (máximo accionista), France Médias Monde, Radio Télévision Suisse, RTBF, CBC/Radio-Canada y Télé-Québec. Sus emisiones comenzaron el 2 de enero de 1984. |

### Digital
El servicio de video bajo demanda de France Télévisions, disponible en su sitio web y en aplicaciones móviles, se llama france·tv. Está disponible desde 2010 y permite acceder a las últimas emisiones de la radiodifusora pública. Pueden distinguirse dos tipos de emisión: gratuitas, con señales en directo y los programas de los últimos siete días, y servicios de suscripción con estrenos exclusivos, obras de teatro, temporadas completas de series y el archivo completo.
El sitio web del grupo contempla a su vez cuatro portales temáticos: france·tv éducation, dedicado a contenidos educativos; Zouzous TV, con programas infantiles y dibujos animados para niños de 3 a 6 años; france·tv slash para los jóvenes, con contenidos en video y Ludo, para niños de 6 a 16 años.
Los servicios informativos disponen de un portal y aplicación propios, franceinfo:, en el que se publican noticias de última hora y reportajes en profundidad. A su vez, cuenta con secciones propias de negocios, tecnología, cultura, actualidad regional y actualidad internacional. También se pueden seguir en directo los noticieros de France 2, France 3 y franceinfo: en radio y televisión.
También cuenta con un sitio web de noticias especializado en deportes, france·tv sport, en el que se pueden encontrar artículos sobre todos los deportes, coberturas especiales y videos en directo.
El grupo debe trabajar en la investigación y desarrollo de nuevos formatos, de acuerdo con los contratos de objetivos firmados. Algunas de esas medidas son los proyectos de televisión inteligente (iniciados en 2013), la aplicación para smartphones «francetv zoom» y el portal digital «Nouvelles écritures» para nuevos formatos y contenidos transmedia.

## Organización

### Sede y objetivos

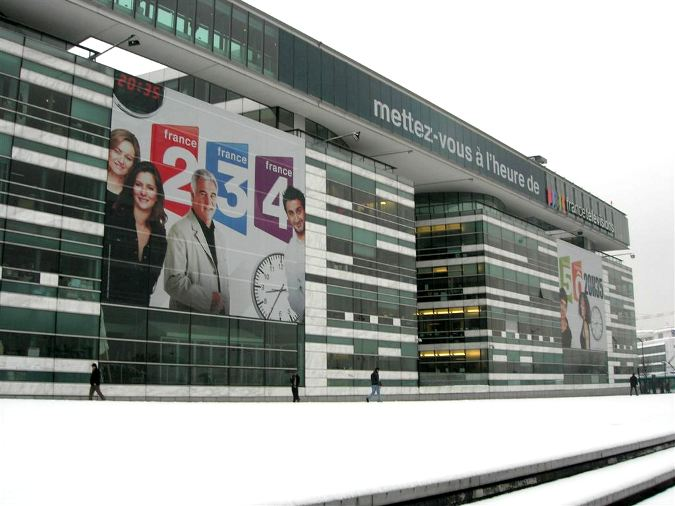
Sede de France Télévisions (2012).

France Télévisions es desde 2010 una sociedad anónima sometida a la legislación francesa, cuyas acciones están controladas al 100% por el Estado francés. Bajo esta fórmula se establece una presidencia conjunta para los diferentes canales que la componen. Su programación y gestión económica están marcadas por diferentes leyes estatales y contratos de objetivos. Actualmente, es el grupo audiovisual más grande de Francia con 5 canales de televisión nacional, 24 centros regionales, 9 centros de ultramar y una gran variedad de canales digitales.
La sede de France Télévisions se encuentra en el XV Distrito de París, en un edificio inaugurado en 1998 y diseñado por el equipo de arquitectos de Jean-Paul Viguier. En sus 57.100 m² de superficie, alberga la mayoría de sociedades, centros de producción, siete estudios de grabación y las redacciones de France 2, France 3 y France 4, hasta entonces separadas. France 5 está instalada en Issy-les-Moulineaux (sede de la antigua La Cinquième), mientras que Réseau Outre-Mer se ubica en Malakoff.
En 2015, la plantilla del grupo estaba formada por 10.130 empleados. Los redactores de informativos siguen como código deontológico la Carta de Múnich sobre derechos y deberes del periodista.
Como miembro del servicio público audiovisual francés (junto con Radio France), la radiodifusora tiene unas obligaciones de servicio público y debe representar a todos los franceses, tanto de la Francia Metropolitana como de los departamentos de ultramar, con una programación «rica, ambiciosa y federativa» que informe, eduque y estimule el debate democrático en todos sus niveles, a través de canales generalistas y temáticos. Por ejemplo, los servicios informativos cubren los niveles nacional, regional (desconexiones de France 3), ultramar (Réseau Outre-Mer) e internacional (France 24 y otros canales temáticos). Dentro de sus contratos de objetivos, France Télévisions debe también apostar por la producción audiovisual y cinematográfica francesa.

### Organismos
El principal organismo dentro de France Télévisions es el Consejo de Administración, compuesto por un presidente (que hará las veces de director general) y 14 miembros cuyos mandatos están limitados a cinco años. Por debajo existen cuatro comités especiales que regulan aspectos vitales de la empresa pública: Auditoría, Estrategia, Remuneración y Adquisición de programas. La actual presidenta para el periodo 2015-2020 es Delphine Ernotte.
Los miembros del Consejo se eligen de la siguiente forma:
- El presidente es designado por el Consejo Superior Audiovisual (CSA)
- Dos representantes parlamentarios, elegidos por las comisiones de asuntos culturales de la Asamblea Nacional y del Senado.
- Cinco representantes del Estado francés.
- Cinco personalidades independientes, nombradas por el Consejo Superior Audiovisual. De ellas, una debe representar a las asociaciones de consumidores a nivel nacional.
- Dos representantes de los trabajadores de la empresa.

Por debajo se encuentra el Comité Ejecutivo, que se reúne con mayor frecuencia y lleva la gestión diaria de la compañía. El presidente de France Télévisions se encarga de nombrar las diferentes direcciones generales que lo componen, entre otras las de servicios informativos, canales de televisión, estrategia de programación, comunicación corporativa y departamento comercial.

### Filiales
Junto a sus servicios de radio y televisión, la radiodifusora cuenta con filiales que prolongan las actividades del grupo:
- France Télévisions Publicité: empresa encargada de comercializar los espacios publicitarios y patrocinios de todos los canales (nacionales, temáticos e internacionales) y del portal web de France Télévisions.[40]
- France Télévisions Distribution: empresa de distribución que colabora con los productores y los titulares de derechos audiovisuales para maximizar sus ingresos a través de todas las plataformas de medios.[40]
- France 2 Cinéma y France 3 Cinéma: productoras cinematográficas que invierten en cine francés y europeo.[40]
- Multimédia France Production: especializada en servicios multimedia, tanto en su producción como en la investigación y desarrollo de nuevas aplicaciones.[40]

## Financiación
France Télévisions sigue un sistema de financiación mixto a través de impuestos directos, publicidad y venta de contenidos. 
Su principal fuente de ingresos es un impuesto anual, la contribution à l'audiovisuel public («contribución al audiovisual público», también conocido como redevance télé), de la que toman un 60% de lo recaudado. Deberán afrontarlo todos aquellos hogares que tengan al menos un televisor o cualquier dispositivo (excepto computadoras) que pueda ofrecer programas de televisión, independientemente del uso que le den. La cuantía se revisa cada año: los habitantes de la Francia metropolitana pagaron 137 euros en 2015, mientras que en los departamentos de ultramar pagaron 87 euros. El pago es obligatorio, y se hace frente al mismo tiempo y en las mismas condiciones que el del impuesto sobre la vivienda.
Los canales de televisión privada y las teleoperadoras deben pagar otro impuesto, un porcentaje sobre sus beneficios publicitarios para financiar los medios públicos. Esta medida cuenta con el aval del Tribunal de Justicia de la Unión Europea.
En contrapartida a los impuestos directos, la emisión publicitaria de France Télévisions está muy restringida: ningún canal puede emitir anuncios desde las 20:00 hasta las 06:00, y durante el resto del día tienen un límite de comerciales por hora. Aunque el gobierno de Nicolas Sarkozy trató de eliminar por completo la publicidad, la oposición de dirección y sindicatos hizo que el modelo fuese revisado y nunca se llevara a cabo del todo. Otras vías de ingresos son la venta de productos, las inversiones en producciones y los servicios de video por suscripción.